# Beat Schwerzmann
Pour les articles homonymes, voir Schwerzmann.
Beat Schwerzmann, né le 28 avril 1966, est un rameur suisse.

## Biographie
Beat Schwerzmann participe à l'épreuve de deux de couple avec Ueli Bodenmann aux Jeux olympiques d'été de 1988 à Séoul et remporte la médaille d'argent. Lors des Jeux olympiques d'été de 1992 à Barcelone, il concourt dans l'épreuve de quatre de couple, et se classe quatrième.
Il est marié à Inge Althoff-Schwerzmann, une rameuse allemande.